# Spoken op school
Spoken op school is het 325e stripverhaal van Jommeke. De reeks wordt getekend door Studio Jef Nys. Het album verscheen op 17 april 2025.

## Verhaal
De Begijntjes worden door een goede vriendin (de schooldirectrice) gevraagd les te komen geven in een oude school. Ze merken al snel dat het er spookt, en roepen de hulp in van Jommeke en zijn vriendjes. Ze merken op dat het geluid van achter het schilderij komt. Daar ontdekken ze ook een luchtrooster die leidt naar de kamer van zuster Pickles. Filiberke merkt dat er een klok verkeerd staat en zet het juist en opent zo een geheime doorgang. Daar binnen komen ze de conciërge tegen die met treintjes aan het spelen is om af te reageren van wat hij die dag heeft meegemaakt (hij haat kinderen). Tot overmaat van ramp wordt Annemieke ontvoerd. Dan vindt Jommeke pickels op de grond. Dat doet hem meteen denken aan zuster Pickels. Ze gaan naar de kamer van de zuster en vinden een bewusteloze Annemieke in het bed liggen. Ze horen voetstappen en duiken onder het bed. Daardoor merken ze ook dat zuster Pickels de dader is van die enge geluiden. Ze komen onder het bed uit en overmeesteren haar. Ze bellen de politie en zuster Pickels wordt meegenomen naar de gevangenis. Een paar dagen later is het de grote heropening van de school. Dankzij Jommeke en zijn vriendjes ligt de directrice niet meer wakker van het spook. 